# William Walker (ciclista)
William Walker (Subiaco, Austràlia Occidental, 31 d'octubre de 1985) és un ciclista australià, professional des del 2005 al 2014. Ja retirat del ciclisme del 2009 al 2012, per tenir taquicàrdia, va haver d'abandonar definitivament el 2014 per tornar a tenir problemes cardíacs.

## Palmarès
- 2003
  - 1r al Giro de Basilicata
  - Vencedor d'una etapa del Bay Cycling Classic
- 2004
  - 1r al Tour of the Southern Grampians i vencedor de 2 etapes
  - 1r al Melbourne to Warrnambool Classic
  - 1r al Tour of Sunraysia i vencedor d'una etapa
  - Vencedor d'una etapa del Herald Sun Tour
  - Vencedor d'una etapa del Canberra Tour
- 2005
  - Vencedor d'una etapa del Circuito Montañés
- 2006
  -  Campió d'Austràlia en ruta sub-23
- 2009
  - Vencedor d'una etapa del Jayco Bay Classic
- 2012
  - 1r al Tour of Gippsland i vencedor d'una etapa
  - Vencedor d'una etapa del Tour de Tasmània
- 2013
  - Vencedor d'una etapa del Tour de Toowoomba

### Resultats a la Volta a Espanya
- 2006. 112è de la classificació general

### Resultats al Giro d'Itàlia
- 2007. 57è de la classificació general